# Ctenogobius manglicola
Ctenogobius manglicola es una especie de peces de la familia de los Gobiidae en el orden de los Perciformes.

## Hábitat
Es un pez de clima tropical y demersal.

## Distribución geográfica
Se encuentra en el Pacífico oriental: desde México hasta el Perú.

## Observaciones
Es inofensivo para los humanos.